# 老松博行
老松 博行（おいまつ ひろゆき、1955年（昭和30年）1月24日 - ）は、日本の政治家。秋田県大仙市長（3期）。

## 来歴

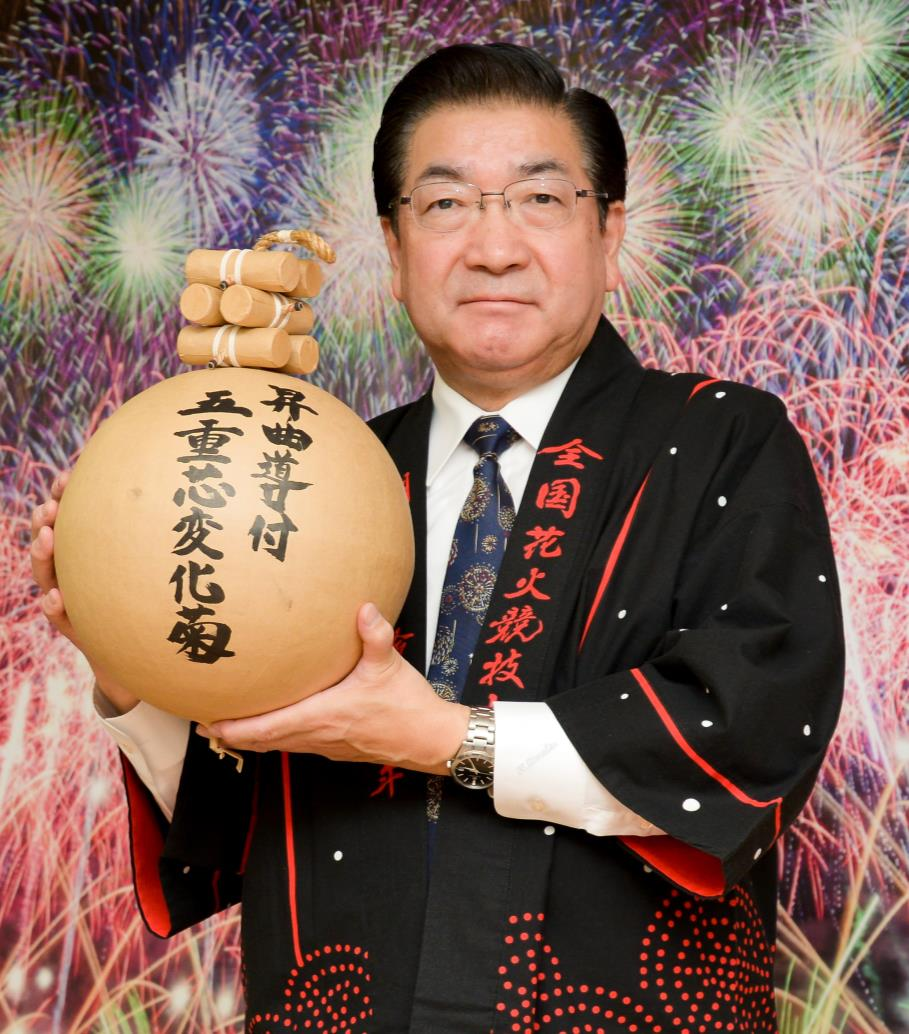
秋田県大仙市「ふるさと名物応援宣言」資料内にて公開された肖像

秋田県大曲市川目（現・大仙市川目）に生まれる。大曲市立大曲中学校、秋田県立横手高等学校卒業。1977年（昭和52年）3月、北海道大学農学部卒業。4月に大曲市役所に入所。
2005年（平成17年）3月22日、大曲市は仙北郡6町1村（神岡町・西仙北町・中仙町・協和町・南外村・仙北町・太田町）と合併。大仙市が発足。2006年（平成18年）、大仙市役所総務部長に就任。2012年（平成24年）、副市長就任。
2017年（平成29年）2月上旬、栗林次美市長が健康上の理由により、次期市長選への不出馬を表明したため、副市長を辞任。市議会は3月6日に栗林の辞職を承認。
4月9日に行われた大仙市長選挙に立候補し、元市議の武田隆を破り初当選した。
※当日有権者数：72,272人 最終投票率：64.48%（前回比：pts）
| 候補者名 | 年齢 | 所属党派 | 新旧別 | 得票数   | 得票率 | 推薦・支持 |
| -------- | ---- | -------- | ------ | -------- | ------ | ---------- |
| 老松博行 | 62   | 無所属   | 新     | 27,718票 | 60.17% |            |
| 武田隆   | 65   | 無所属   | 新     | 18,349票 | 39.83% |            |

2021年、無投票で再選。
2025年、無投票で3選。